# Вольнянский сельский совет (Ореховский район)
Вольнянский сельский совет (укр. Вільнянська сільська рада) — входит в состав
Ореховского района
Запорожской области
Украины.
Административный центр сельского совета находится в 
с. Вольнянка.

## История
- 1920 — дата образования.

## Населённые пункты совета
- с. Вольнянка
- с. Василевское
- с. Общее